# Cristianismo siríaco

El cristianismo siríaco en Oriente.

Se denomina cristianismo siríaco o cristianismo arameo a una serie de comunidades cultural y lingüísticamente distintas dentro del cristianismo oriental, pero que comparten orígenes históricos y en la liturgia el empleo de ritos siriacos (ya sea oriental u occidental). Tiene sus raíces en Oriente Próximo y está actualmente representado por varias denominaciones cristianas, la mayoría en Oriente Medio y en Kerala (India). Uno de los rasgos que comparten estas comunidades es que emplean o emplearon la Peshitta como la Biblia prototipo para sus iglesias.

## Iglesias de tradición siríaca

Las Iglesias denominadas de tradición siríaca son:

### Iglesias de rito siríaco occidental
No calcedónicas:
- Iglesia ortodoxa siríaca
- Iglesia ortodoxa de Malankara
- Iglesia cristiana siriana jacobita

En comunión con la Iglesia católica:
- Iglesia católica maronita
- Iglesia católica siria
- Iglesia católica siro-malankara

En comunión con la Iglesia anglicana:
- Iglesia malankara Mar Thoma[3]
- Iglesia malabar siria independiente en comunión con la anterior[nota 1]

### Iglesias de rito siríaco oriental
- Iglesia del Oriente
- Iglesia asiria del Oriente
- Antigua Iglesia del Oriente[4]

En comunión con la Iglesia católica:
- Iglesia católica caldea
- Iglesia católica siro-malabar

Los cristianos sirios de la India utilizan ahora con frecuencia traducciones al idioma malabar.

Las versiones en árabe han llegado a ser muy utilizadas por las iglesias del Medio Oriente.